# Prospect-Gletscher
Der Prospect-Gletscher ist ein Gletscher an der Fallières-Küste des Grahamlands auf der Antarktischen Halbinsel. Er fließt zwischen den Kinnear Mountains und den Mayer Hills in nördlicher Richtung zum Forster-Piedmont-Gletscher.
Eine erste grobe Kartierung nahmen Teilnehmer der British Graham Land Expedition (1934–1937) vor. Im Jahr 1954 benannte der Falkland Islands Dependencies Survey einen vermeintlichen Sattel zwischen dem Eureka-Gletscher und dem hier beschriebenen Gletscher als Prospect-Pass. Nachdem bei einer neuerlichen Vermessung im Jahr 1958 dieses Objekt nicht mehr identifiziert werden konnte, wurde der Name auf den Gletscher übertragen.